# لامار بيكر
لامار بيكر هو سياسي أمريكي، ولد في 29 ديسمبر 1915 في تشاتانوغا في الولايات المتحدة، وتوفي في 20 يونيو 2003 في ناشفيل في الولايات المتحدة. نشط حزبياً في الحزب الجمهوري.

## مناصب
- انتخب عضو مجلس النواب الأمريكي [الإنجليزية]‏ عن دائرة الدائرة الكونغرسية الثالثة لتينيسي [الإنجليزية]‏ وقد انضم خلال فترته النيابية [الإنجليزية]‏ (3 يناير 1973 – 3 يناير 1975) للكتلة البرلمانية الحزب الجمهوري.
- انتخب عضو مجلس النواب الأمريكي [الإنجليزية]‏ عن دائرة الدائرة الكونغرسية الثالثة لتينيسي [الإنجليزية]‏ وقد انضم خلال فترته النيابية [الإنجليزية]‏ (3 يناير 1971 – 3 يناير 1973) للكتلة البرلمانية الحزب الجمهوري.
- انتخب عضو مجلس نواب تينيسي ‏.
- انتخب عضو مجلس ولاية تينيسي ‏.
- انتخب عضو مجلس النواب الأمريكي [الإنجليزية]‏.